# Kīlauea Iki
Vous lisez un « bon article » labellisé en 2012.
Pour les articles homonymes, voir Kīlauea (homonymie).
Le Kīlauea Iki, toponyme hawaïen signifiant littéralement en français « Petit Kīlauea », est un cratère volcanique des États-Unis situé à Hawaï, au sommet du Kīlauea, à proximité immédiate de la caldeira sommitale du volcan. En forme de puits, il existait déjà avant sa dernière éruption du 14 novembre au 19 décembre 1959. Celle-ci est marquée par des faits singuliers comme la formation d'un important lac de lave, de rapides, de vagues et d'un tourbillon de lave ainsi que d'une fontaine de lave dont la hauteur constitue un record à Hawaï. Une circulation à double sens de la lave entre la chambre magmatique et la surface est aussi constatée. Le site constitue depuis un lieu de randonnée prisé par les visiteurs du parc national des volcans d'Hawaï.

## Géographie

Carte topographique de la caldeira du Kīlauea avec le Kīlauea Iki à l'est.

Le Kīlauea Iki est situé aux États-Unis, dans le sud-est de l'île d'Hawaï dans l'archipel du même nom. Il se trouve au sommet du Kīlauea, juste à l'est de sa caldeira sommitale. Administrativement, le Kīlauea Iki est situé dans le district de Kaʻū du comté d'Hawaï, dans l'État du même nom.
Le cratère, profond de 244 mètres, est de forme allongée d'environ 3 kilomètres de longueur pour environ 1,5 kilomètre de largeur, orienté dans le sens est-ouest avec un cratère secondaire à son extrémité occidentale,. Son fond correspond à la surface de l'ancien lac de lave formé en 1959. Un cône volcanique, le Puʻu Puaʻi, construit à cheval sur le rebord sud-ouest du cratère domine ses parois escarpées, du haut de ses 1 118 mètres d'altitude. Toutefois, ce sommet ne constitue pas le point le plus élevé du Kīlauea Iki, son rebord Nord-Est culminant à 1 169 mètres d'altitude,. La Crater Rim Road qui fait le tour de la caldeira du Kīlauea contourne le Kīlauea Iki par l'est, ; un sentier en part pour descendre dans le cratère et le traverser dans le sens de la longueur,.
Le fond du cratère, bien que correspondant à la surface d'un ancien lac de lave, n'est pas plan. En effet, en se refroidissant, les roches se rétractent, créant des rides de pression. Ces phénomènes de refroidissement et de rétractation se poursuivent encore à un rythme de deux centimètres par an. Le fond du cratère est donc irrégulier et présente en outre des débris rocheux issus d'éboulements des parois du cratère qui se produisent comme en 1975 et en 1983 au cours de deux séismes. L'eau de pluie qui s'infiltre dans la roche encore chaude se réchauffe suffisamment au point de ressortir du sol sous la forme de fumerolles s'élevant des nombreuses fissures. Cette vapeur d'eau transporte des minéraux dissous, principalement du sulfate de calcium et de la silice, qui se déposent autour des fumerolles sous la forme de concrétions blanches. Les gaz volcaniques qui se sont échappés durant tout le refroidissement du lac ont altéré les roches volcaniques riches en fer, leur donnant des teintes allant du rouge ou brun. Cet environnement minéral et chimique n'empêche pas certains végétaux de coloniser la lave comme Metrosideros polymorpha (localement ʻōhiʻa) qui prend racine dans des fissures.

## Histoire

### Formation

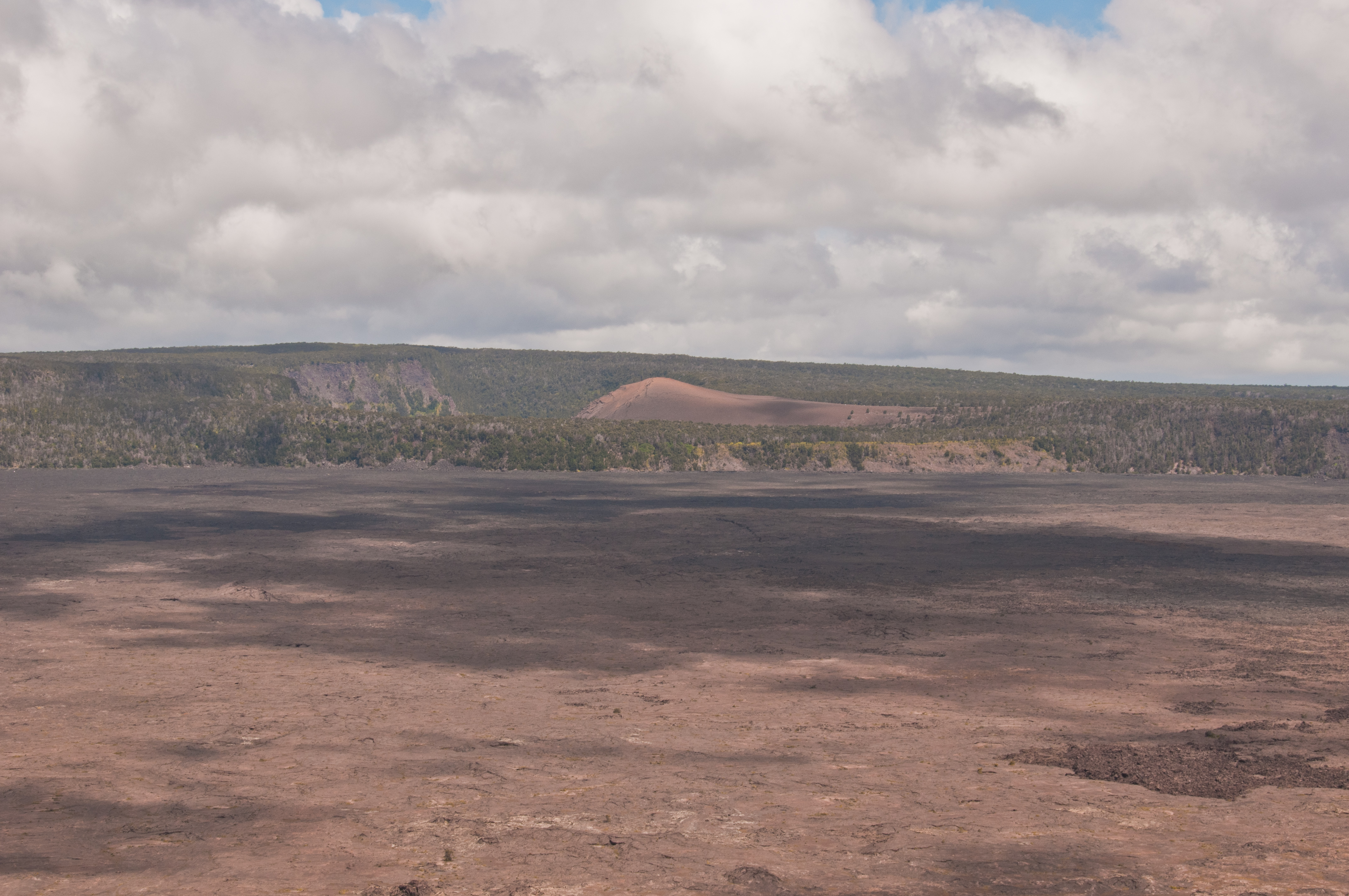
Vue du Kīlauea Iki et du Puʻu Puaʻi depuis la caldeira du Kīlauea avec les flancs du Ailaʻau sur l'horizon.

Le Kīlauea Iki voit le jour au XVe siècle lorsqu'une partie du flanc occidental du Ailaʻau s'effondre à proximité de son sommet à la faveur d'une éruption qui vide partiellement la chambre magmatique. Le Ailaʻau est un cône volcanique du Kīlauea, actif jusque vers le milieu du XVIIe siècle et situé à l'est de la caldeira actuelle qui lui est postérieure. Son sommet est couronné par un cratère actuellement enfoui mais dont l'une des bouches éruptives est représenté par les Twin Pit Craters situés immédiatement à l'est du Kīlauea Iki et dont le plus méridional sert d'entrée au tunnel de lave Thurston. La forme générale de ce cône volcanique caractérisée par des flancs très peu pentus est encore visible, notamment depuis l'Ouest de la caldeira du Kīlauea. Après sa formation, le Kīlauea Iki ne connait aucune autre éruption et il se couvre entièrement d'une forêt tropicale identique à celle qui se développe sur l'Ailaʻau.

### Éruption de 1959

#### Prémices
Le Kīlauea Iki existait déjà avant sa dernière éruption du 14 novembre au 19 décembre 1959, puisqu'il s'est formé il y a environ 500 ans. Celle-ci est précédée par une crise sismique débutée environ trois mois plus tôt. Les premières secousses, dont des trémors, se produisent à une profondeur de 55 kilomètres sous le sommet du volcan. En septembre, les hypocentres se trouvent juste sous la surface, à moins de deux kilomètres de profondeur, non loin du Halemaʻumaʻu ; leur nombre augmente au point d'atteindre mille secousses le 1er novembre. Cette sismicité est accompagnée à partir d'octobre d'un gonflement du volcan dont le rythme s'accélère début novembre. La combinaison de ces deux phénomènes et leur ampleur indiquent aux volcanologues que le volcan se recharge en lave et qu'une éruption est imminente.

#### Formation du lac de lave

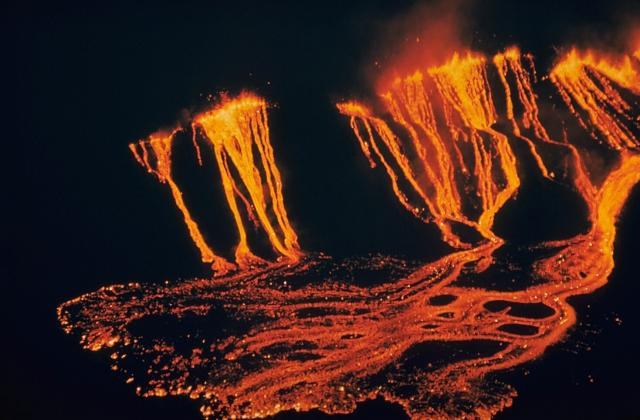
Vue nocturne le 14 novembre 1959 des fontaines de lave jaillissant des fissures ouvertes dans le flanc du Kīlauea Iki d'où s'échappent des coulées commençant à former le lac de lave dans le fond du cratère.

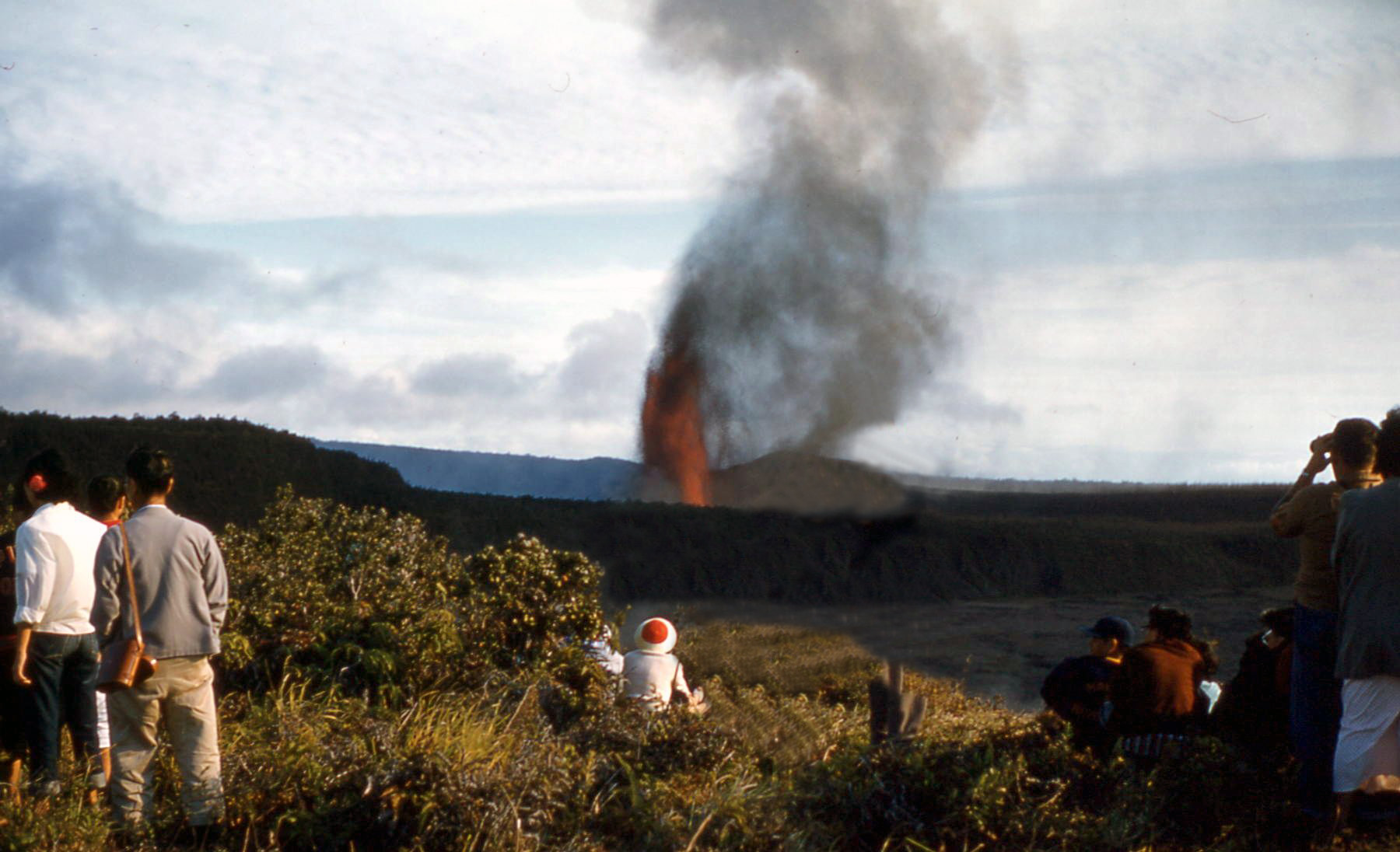
Touristes assistant à l'éruption du Kīlauea Iki en 1959 : la fontaine de lave s'élève au-dessus du cratère (non visible) et construit le cône volcanique du Puʻu Puaʻi (sur sa droite).

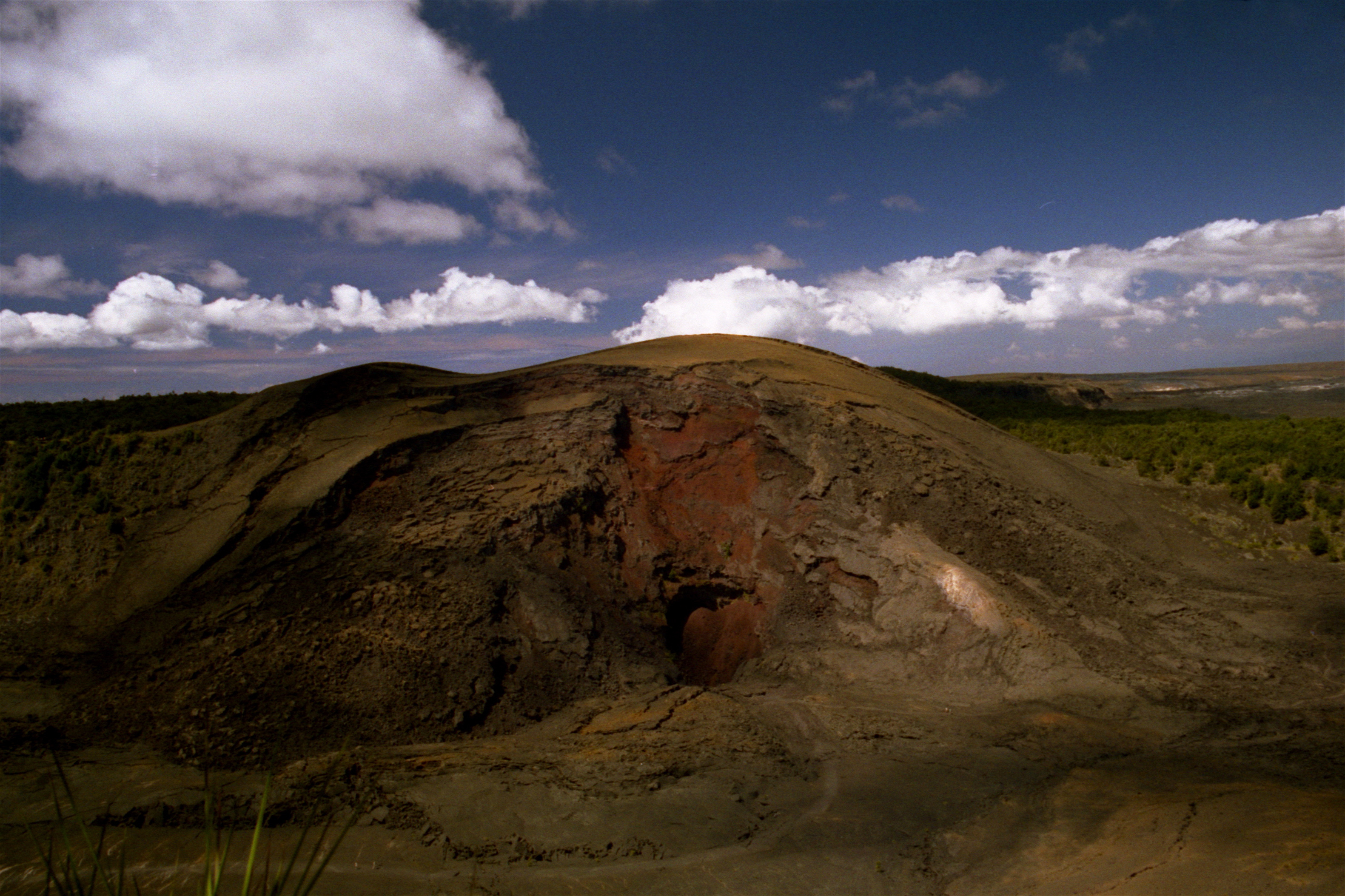
Vue du Puʻu Puaʻi, le cône volcanique construit au cours de l'éruption de 1959.

Le 14 novembre dans l'après-midi, la sismicité augmente brusquement avec une intensité et un nombre de secousses décuplés. La lave fait son apparition à 20 h 8 heure locale, entraînant la baisse brutale de la sismicité générale mais l'apparition d'un important trémor harmonique caractéristique des volcans hawaïens. Cette lave est émise par des fissures ouvertes sur 400 mètres de longueur le long de la paroi sud-ouest du cratère. Des fontaines de lave atteignant une quinzaine de mètres de hauteur en jaillissent et la lave éjectée dévale la centaine de mètres de pentes en brûlant la végétation. Les fissures atteignent environ 800 mètres de longueur à 21 h 30,. Les fontaines qui s'élèvent à trente mètres de hauteur atteignent leur paroxysme vers 22 h 30 ; elles se tariront à l'exception d'une bouche éruptive qui sera la seule en activité jusqu'à la fin de l'éruption,. Constituant le seul point de sortie de la lave, cette fontaine de lave verra sa hauteur augmenter le même jour entre 45 et 60 mètres de hauteur et son débit s'accroître. Elle est située sur le flanc sud du cratère annexe situé à l'ouest du cratère principal du Kīlauea Iki. La lave émise par cette bouche éruptive s'écoule vers le fond du cratère en dévalant dans un premier temps les vingt mètres de paroi proprement dite puis en franchissant un escarpement de 85 mètres de hauteur sous la forme de cascades et de rapides. Une vague de lave d'environ un mètre de hauteur est même observée au bas de ces rapides à la manière d'une rivière provoquant une onde de choc en se déversant dans un plan d'eau. Une fois arrivée sur le fond du cratère principal, la lave n'a plus d'échappatoire et elle s'accumule en formant un lac recouvrant toute la surface de la dépression. Deux jours après le début de l'éruption, ce lac de lave atteint déjà une profondeur de huit mètres. Il est entretenu par l'importante chaleur de la lave en elle-même puisqu'elle atteint 1 217 °C, la plus haute température de lave mesurée sur des volcans hawaïens,. Cette mesure est obtenue par des volcanologues de l'observatoire volcanologique d'Hawaï qui descendent la journée dans le cratère afin d'y déterminer la température de la lave mais aussi de collecter des échantillons de lave et de gaz volcaniques.
Le débit de lave rejeté s'accroît le 17 novembre, augmentant rapidement la profondeur du lac qui passe à 17 mètres à la fin de la journée, 34 mètres le lendemain, 60 mètres le 19 puis 82 mètres le 20. Le débit de lave est alors mesuré à 380 000 m3 par heure. La hauteur de la fontaine de lave s'accentue pour atteindre 180 mètres le 17 puis 350 mètres le 19 novembre ; un record de hauteur sur les volcans hawaïens sera mesuré au cours de cette éruption avec 580 mètres le 16 décembre, trois jours avant la fin de l'éruption,,. Les téphras éjectés par cette fontaine sont poussés jusqu'à seize kilomètres vers le sud par les vents dominants, formant une couche de plus de cinq mètres d'épaisseur à proximité de la fontaine et diminuant jusqu'à ne mesurer plus que trois millimètres à quatre kilomètres de distance. Ce secteur localisé au sud du Kīlauea Iki est depuis appelé Devastation Area en raison de l'accumulation de ces débris qui ont détruit toute végétation originelle. Ces fragments volcaniques s'accumulent aussi sur le rebord sud du Kīlauea Iki et forment un cône volcanique baptisé Puʻu Puaʻi, terme hawaïen signifiant littéralement « colline jaillissante »,,. Sa croissance étant trop rapide pour lui laisser le temps de se consolider, de nombreux pans de ce cratère retombent dans le Kīlauea Iki,. L'un de ces blocs détachés du cône obstrue partiellement la bouche éruptive et dévie ainsi pendant une vingtaine de minutes la fontaine de lave si bien que des blocs de lave dont certains atteignent un mètre de diamètre traversent le Kīlauea Iki et retombent sur sa paroi opposée, y détruisant la végétation. Le 21 novembre, la surface du lac de lave atteint l'altitude de la bouche éruptive, soit la moitié de la hauteur des parois du cratère. La lave stagnante créant une gêne pour celle émise par la fontaine dont la hauteur a significativement diminué, d'importants remous apparaissent à la surface du lac qui forment des vagues sont certaines vont déferler sur la paroi opposée du cratère « telles des vagues sur une plage »,. Cette phase éruptive se termine le 21 au soir par un sursaut d'activité de quarante secondes durant lequel la fontaine remonte à une hauteur de 210 mètres avec l'arrivée de bulles de gaz volcaniques. Au total, un volume de 31 × 106 m3 de lave, soit 68 millions de tonnes, aura été émis au cours de cette première phase éruptive.

#### Poursuite et fin de l'éruption

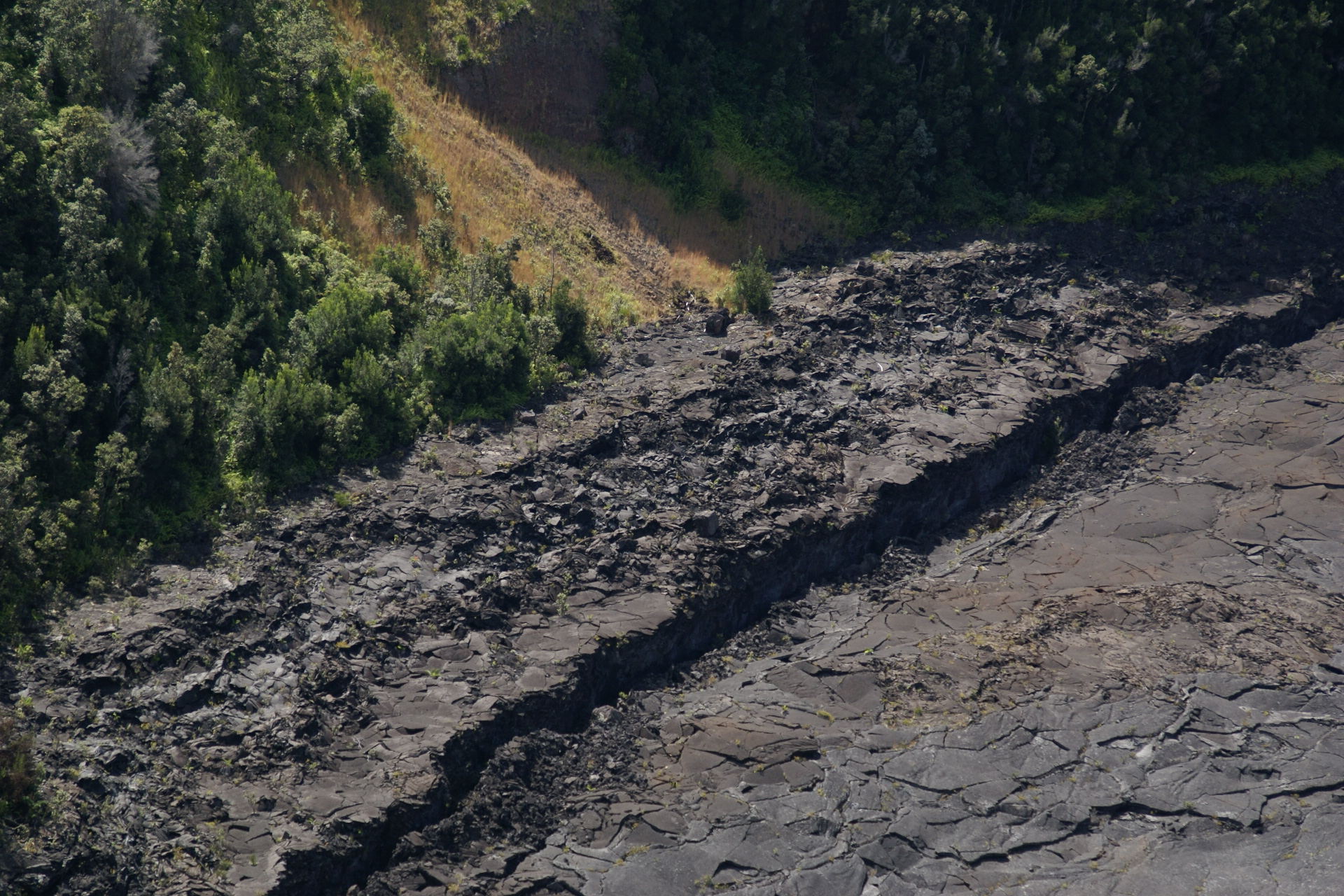
Vue de la plate-forme de lave solidifiée construite lors du refroidissement du lac de lave.

L'éruption se poursuit jusqu'au 19 décembre avec l'émission de seize autres fontaines de lave successives qui continuent d'alimenter le lac de lave,,. Durant moins longtemps que la première, elles sont généralement marquées par un débit et une hauteur plus faible,. Toutefois, le débit le plus élevé de toute l'éruption avec 1,45 × 106 m3 par heure est mesuré pendant deux heures le 15 décembre pendant la douzième fontaine. Le lac de lave continue d'être alimenté, notamment avec la quatrième fontaine, pour gagner vingt mètres de profondeur, noyant alors totalement la sortie de la bouche éruptive sous 18 millions de tonnes de lave supplémentaires. La profondeur maximale du lac de lave est atteinte le 11 décembre avec 126,2 mètres.
Une fois la fontaine tarie, la lave reflue dans la bouche éruptive jusqu'à quatre fois plus vite que lors de sa sortie, si bien que le niveau du lac n'augmente pas significativement. Ce reflux de la lave accompagné d'un bruit ressemblant à un « grondement » entraîne la fragmentation de la croûte solidifiée sous l'effet d'un courant qui crée parfois un tourbillon au-dessus de la fontaine,. Le reflux le plus important est constaté le 5 décembre juste après la quatrième fontaine de lave avec un débit de 1,69 × 106 m3 par heure. Entre deux fontaines de lave, la surface du lac refroidi, notamment le long des parois du cratère. Il se développe alors une plate-forme circulaire de lave solidifiée qui mesure entre quinze et soixante mètres de largeur et s'élève à environ quinze mètres au-dessus de la surface du lac de lave au maximum de son développement,. En revanche, au-dessus du centre du lac de lave, la croûte solidifiée est mise en mouvement par les courants de convection qui brassent l'intérieur du lac de lave. Elle se fragmente ainsi en plaques de trois à six mètres qui se comportent à la manière des plaques lithosphériques, de la lave surgissant d'un des rebords d'une plaque tandis que de l'autre, la plaque est engloutie dans le lac. L'éruption prend fin le 19 décembre au soir avec le tarissement de la dix-septième fontaine de lave.

#### Conséquences, mesures et analyses

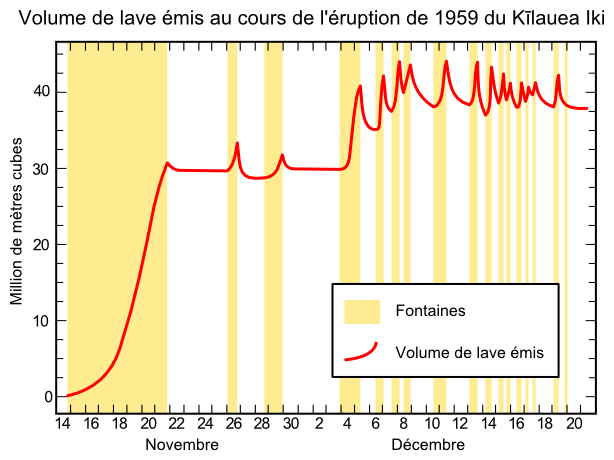
Diagramme du bilan de magma émis (ligne rouge) durant l'éruption au cours des différentes fontaines (zones orangées).

Au cours de cette éruption d'indice d'explosivité volcanique de 2, un volume total de 102 × 106 m3 de lave a été émis dont un volume de téphra de 2,5 × 106 m3. Pourtant, le lendemain de la fin de l'éruption, il n'en reste que 38 × 106 m3. Ce chiffre est expliqué par l'important reflux de la lave via la bouche éruptive mis en place entre chaque fontaine. Des analyses ultérieures basées sur les mesures des gonflements et dégonflements du volcan ont permis de montrer que cette lave retournait dans la chambre magmatique du Kīlauea tandis qu'une partie s'échappait dans un autre réservoir du rift Est du volcan. De plus, au cours de l'éruption, un volume supplémentaire de 10 × 106 m3 magma parvient dans la chambre magmatique. Ainsi, malgré l'important volume de lave arrivé en surface, il reste paradoxalement plus de magma dans la chambre magmatique à la fin qu'au début de l'éruption,. La pression exercée par le magma sous le Kīlauea est ainsi plus importante qu'avant l'éruption, faisant craindre aux volcanologues de l'observatoire volcanologique d'Hawaï le retour de la lave en surface. Leurs craintes se concrétisent par deux épisodes sismiques, le premier composé de petits séismes la dernière semaine de décembre 1959, le second la deuxième semaine de janvier 1960 marqué par des secousses plus importentes et plus nombreuses, jusqu'à plus de 1 000 le 12 janvier. Le sol de la petite localité de Kapoho, à 47 kilomètres à l'est du sommet du volcan, s'affaisse en formant un graben. La lave, qui s'est frayé un passage souterrain depuis la chambre magmatique, jaillit en fontaine le 13 janvier dans la soirée, à côté des habitations, marquant le début d'une nouvelle éruption qui durera plus d'un mois.
Quatre mois après la fin de l'éruption du Kīlauea Iki, un forage est réalisé dans le lac de lave, en son centre. Il est arrêté à 2,7 mètres de profondeur lorsque de la lave liquide est rencontrée. En 1968, un nouveau forage est effectué afin d'étudier les variations chimiques, minéralogiques et de température d'un lac de lave en refroidissement,. Ce forage a percé les trente premiers mètres de lave solidifiée et a atteint le cœur encore liquide du lac jusqu'à une profondeur de soixante mètres sans pour autant rejoindre le fond du lac. Un troisième forage en 1988, le dernier en date, met en évidence des traces de roches en fusion entre 73 et 100 mètres de profondeur mais mesure aussi la profondeur réelle du lac, plus importante que prévu puisqu'elle atteint 135 mètres au lieu des 126,2 mesurés au cours de l'éruption. Cette différence s'explique par la subsidence de l'ancien fond du cratère qui, sous le point de la lave en fusion, s'est enfoncé graduellement dans la chambre magmatique sous-jacente. Le lac de lave n'a été complètement solidifié qu'au milieu des années 1990, soit plus de trente ans après la fin de l'éruption.

Carte géologique de la caldeira du Kīlauea montrant la lave émise par le Kīlauea Iki et les isolignes des cendres ayant formé la Devastation Area (lignes vertes).

## Tourisme

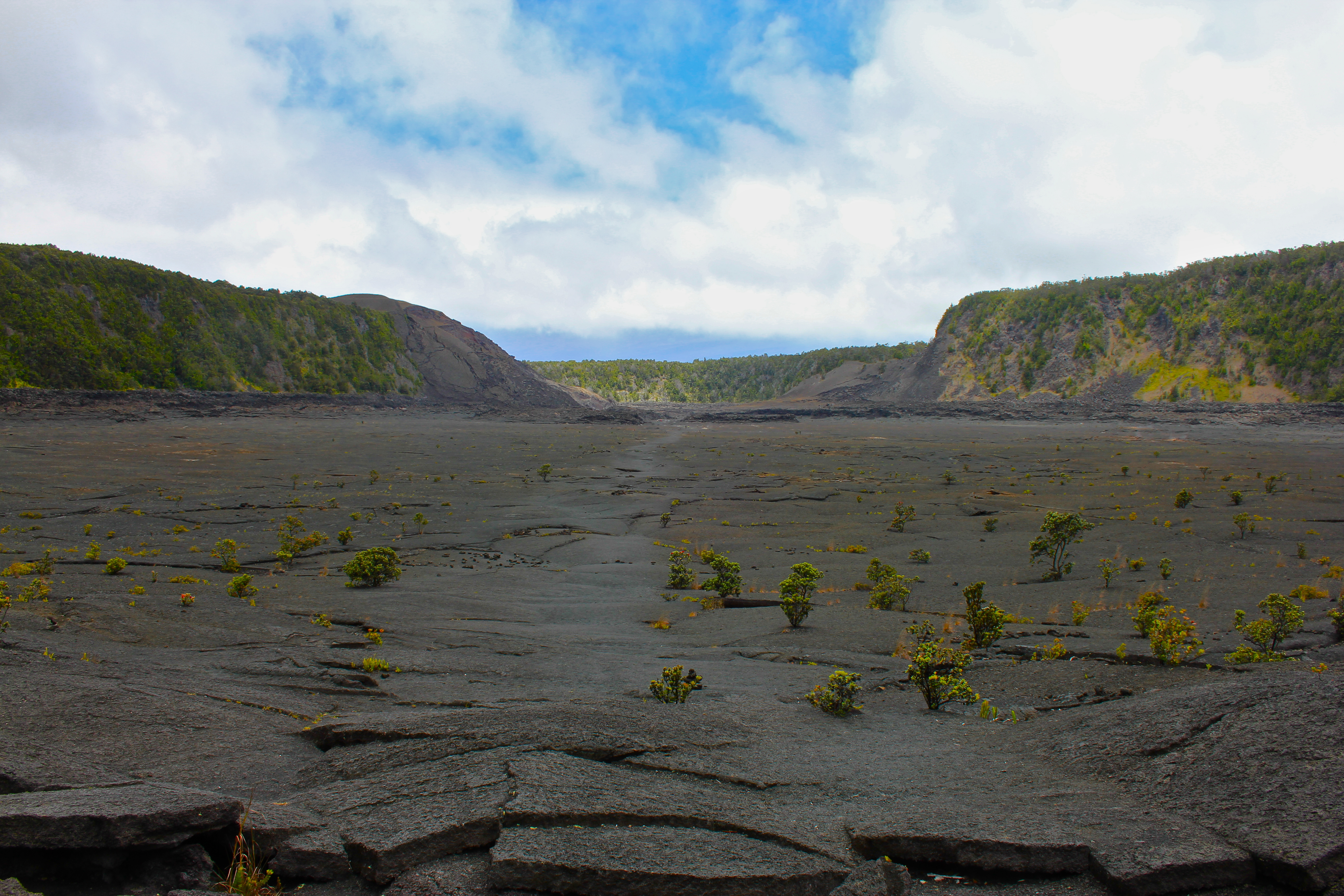
Vue du Kīlauea Iki Trail depuis le fond du cratère en direction du Puʻu Puaʻi (sur la gauche).

Le Kīlauea Iki constitue une attraction populaire du parc national des volcans d'Hawaï du fait de sa proximité avec les infrastructures de transport et d'accueil des visiteurs du parc ainsi que la possibilité d'y observer des formations volcaniques spécifiques. Ainsi, deux points de vue sur le cratère ont été aménagés à proximité immédiate de la Crater Rim Road : l'un, le Puʻu Puaʻi Overlook, à proximité du Puʻu Puaʻi et point de départ de la Devastation Trail, sentier de randonnée traversant la Devastation Area, l'autre, le Kīlauea Iki Overlook, sur le rebord opposé du cratère,. De cet endroit début un sentier en boucle, le Kīlauea Iki Trail, connecté à d'autres sentiers de randonnée, notamment le Crater Rim Trail qui fait le tour de la caldeira du Kīlauea,.
Le Kīlauea Iki Trail mesure environ 6,5 kilomètres de longueur, dont 3,9 kilomètres à l'intérieur même du cratère, pour un dénivelé de 122 mètres, ce qui représente de deux à trois heures de marche, soit une randonnée de difficulté jugée modérée par le parc national. Ce sentier est ponctué de bornes numérotées qui, associées au guide fournit par les services du parc, donnent des informations de découverte et de compréhension des formations naturelles géologiques et végétales rencontrées tout le long de la randonnée. Sur le fond du cratère, des cairns appelés ahu jalonnent l'itinéraire.
Le sentier passe aussi à proximité du tunnel de lave Thurston situé à l'est du Kīlauea Iki, de l'autre côté de la Crater Rim Road.